# Sergei Timofejewitsch Aksakow

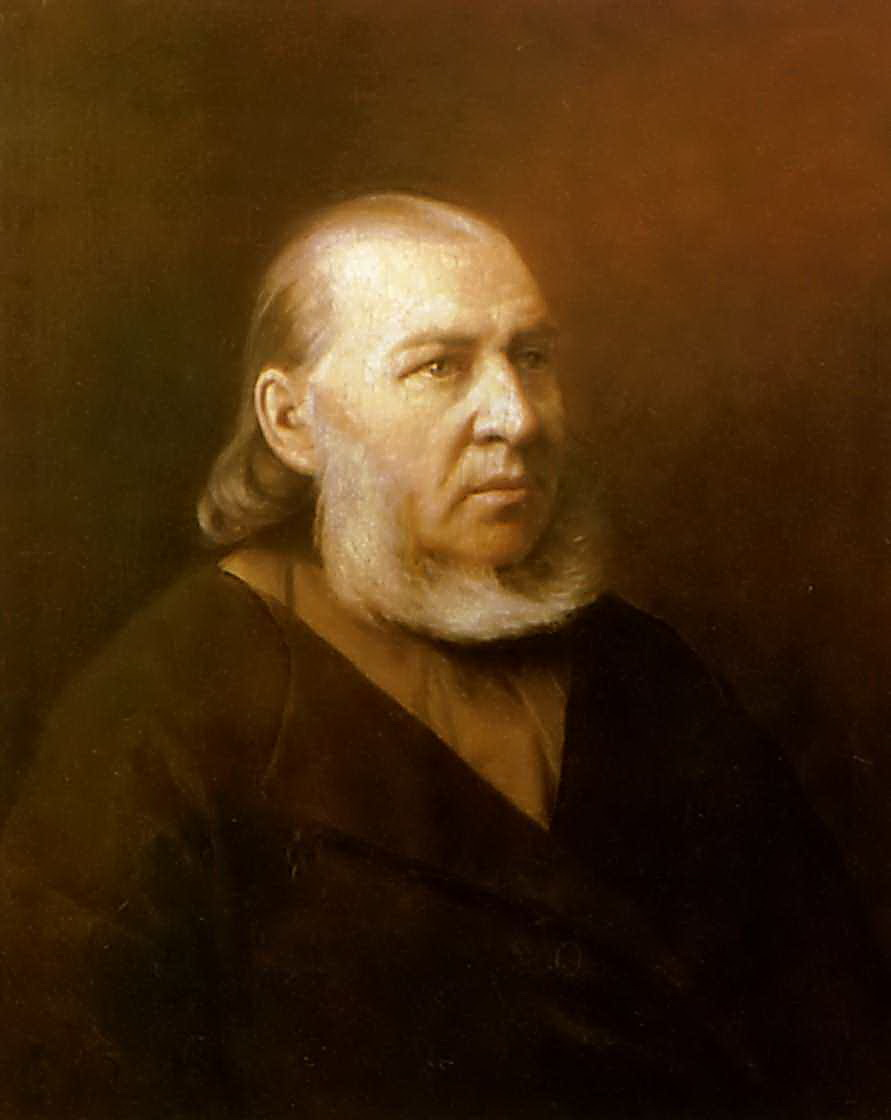
Sergei Aksakow (Gemälde von Wassili Perow, 1872)

Sergei Timofejewitsch Aksakow (russisch Сергей Тимофеевич Аксаков, wiss. Transliteration Sergej Timofeevič Aksakov; * 20. Septemberjul. / 1. Oktober 1791greg. in Ufa; † 30. Apriljul. / 12. Mai 1859greg. in Moskau) war ein russischer Schriftsteller. Er ist der Vater der beiden slawophilen Schriftsteller Iwan Aksakow und Konstantin Aksakow.

## Leben
Aksakow stammte aus dem östlichen Russland, einer Landschaft, die er in seinen Werken immer wieder beschrieben hat. In seiner Kindheit oder kurz davor wurden die damals noch unberührten Gebiete durch Russen kolonisiert und besiedelt. Die ursprünglichen Bewohner, besonders Baschkiren und Mordwinen, traf Aksakow noch öfter an.
Nach einer von gesundheitlichen Problemen geprägten Kindheit besuchte er das Gymnasium in Kasan und seit 1805 die hier neu gegründete Universität. Er begeisterte sich für das Theater und ergriff gegen den als altmodisch angesehenen Literaten Nikolai Karamsin Partei. Aksakow wurde Anhänger des Schriftstellers und Volksbildungsministers Alexander Schischkow, der sich gegen den Karamsinschen Manierismus und für die Sprache der russischen Volksdichtung einsetzte.
1807 ging Aksakow nach Sankt Petersburg, 1812 nach Moskau, wo er Olga Semjonowna Saplatina heiratete. Er lebte mit ihr in glücklicher Ehe auf seinem Gut Aksakowo im Gouvernement Orenburg. Dieser Ehe entstammten vier Söhne und fünf Töchter.
1826 übersiedelte Aksakow mit seiner Familie nach Moskau. Da die Erträge seines Gutes aber nicht ausreichend waren, nahm er auf Vermittlung seines Gönners Schischkow eine Beamtenstelle als Zensor an. Dem Regime von Zar Nikolaus I. war er jedoch zu nachgiebig, wodurch er bald wieder entlassen wurde. 1833 wurde Aksakow Inspektor, 1835 Direktor der Feldmessschule in Moskau. Nachdem 1837 sein Vater gestorben war, konnte Aksakow nun ab 1838 auf seinem Gut frei von beruflichen Verpflichtungen leben. Als patriarchalischer Gutsherr frönte er seinen Leidenschaften der Fischerei und Jagd und führte ein gastfreundliches Haus, worin sich literarisch und wissenschaftlich interessierte Persönlichkeiten trafen. Von besonderer Bedeutung wurde hier die Bekanntschaft mit Nikolai Gogol, der Aksakow ermunterte zu schreiben.
1843 gab Aksakow sein Haus in Moskau auf, und übersiedelte auf den Landsitz Abramzewo bei Moskau. Da er zunehmend erblindete, diktierte er seiner Tochter Wera seine Bücher, die nun zum Großteil in der ländlichen Ruhe seines Alterssitzes entstanden. Aus der Erinnerung an seine Jugendjahre verfasste Aksakow einige Bücher, die ihm großes Ansehen verschafften. 1856 wurde er zum korrespondierenden Mitglied der Petersburger Akademie der Wissenschaften gewählt. Er starb mit 67 Jahren.

## Rezeption
Ein Museum zu Ehren Aksakows befindet sich in Abramzewo bei Moskau im ehemaligen Wohnhaus des Schriftstellers.

## Werke
Aksakows Bedeutung für die russische Literatur beruht vor allem auf seinen Kindheitserinnerungen bzw. den Berichten über seine Familie. Die aus kindlicher Sicht dargestellten Ereignisse sind Meisterwerke nicht nur der russischen Literatur, sondern auch der Weltliteratur. Die Darstellung ist realistisch, jedoch immer liebenswürdig. Die Naturliebe des Autors kommt immer wieder zum Ausdruck.
- Der Schneesturm (Метель/Metel)
- Aufzeichnungen über das Angeln (Записки об уженье рыбы/Sapiski ob uschenje ryby), Moskau 1847.
- Aufzeichnungen eines Jägers aus dem Gouvernement Orenburg (Записки ружейного охотника Оренбургской губернии/Sapiski ruscheinowo ochotnika Orenburgskoi gubernii), Moskau 1852.
- Eine Familienchronik (Семейная хроника/Semeinaja chronika), Moskau (1856; schildert das Russland der Leibeigenschaftsperiode).
- Erinnerungen (Воспоминания/Wospominanija), Moskau 1856.
- Kinderjahre Bagrows des Enkels (Детские годы Багрова-внука/Detskie gody Bagrowa-wnuka), Moskau 1858.
- Über die Jagd. Erinnerungen und Betrachtungen eines leidenschaftlichen Jägers. Hofstetten 2021. ISBN 978-3-033-07976-2

## Belege
1. ↑  Korrespondierende Mitglieder der Russischen Akademie der Wissenschaften seit 1724: Аксаков, Сергей Тимофеевич. Russische Akademie der Wissenschaften, abgerufen am 10. Juni 2021 (russisch).

| Personendaten    | Personendaten                         |
| ---------------- | ------------------------------------- |
| NAME             | Aksakow, Sergei Timofejewitsch        |
| ALTERNATIVNAMEN  | Аксаков, Сергей Тимофеевич (russisch) |
| KURZBESCHREIBUNG | russischer Schriftsteller             |
| GEBURTSDATUM     | 1. Oktober 1791                       |
| GEBURTSORT       | Ufa                                   |
| STERBEDATUM      | 12. Mai 1859                          |
| STERBEORT        | Moskau                                |